# Училище імені М. Ф. Затворницького

Училище імені М. Ф. Затворницького — пам'ятка архітектури місцевого значення (охоронний №5541-Чр, Наказ МКТ України від 21.12.2010) у м. Батурин.
У цьому навчальному закладі було відкрито перші в Російській Імперії однорічні професійні сільськогосподарські класи, де навчали основам землеробства та агрономії.

## Засновник
Училище побудоване на кошти батуринця Миколи Федоровича Затворницького.
Микола Федорович народився у 1840 р. в Батурині. У 1869 році закінчив Санкт-Петербурзьку медико-хірургічну академію. Працював земським, дільничним та повітовим лікарем у Дмитровському повіті Орловської губернії (нині районний центр Орловської області), під кінець 1890-х років — вільнопрактикуючим лікарем у повітовому місті Дмитровську, а згодом — у Санкт-Петербурзі.
Відвідуючи батьків та сестру Єфросинію (була одружена з майором Розсудовським) у Батурині, Микола Федорович бачив, в яких умовах навчаються місцеві діти. Приміщення школи, побудоване ще за часів гетьманування Кирила Розумовського, стало непридатним для навчання. Батуринське земство навіть змушене було ухвалити рішення розмістити школу в приміщенні лікарні: "Половину будівлі займає школа. Сусідство у будь-якому сенсі не підходяще", — доповідав завідувач Батуринської медичної дільниці лікар  В.В.Шеболдаєв на з’їзді лікарів Чернігівської губернії, матеріали якого були опубліковані в “Земському збірнику Чернігівської губернії” у 1886 році. Через деякий час земство найняло для школи приватний будинок.
Завдяки добрій волі М.Затворницького школа здобула власне приміщення. У квітні 1899 року Микола Федорович оформив у Київського нотаріуса Воробйова заповіт, у якому заповів Конотопському земству кошти в сумі 30 000 руб. на організацію та утримання на процентах (1200 руб. на рік) сільськогосподарського класу при Батуринському земському училищі.
18 (6) жовтня 1900 року Микола Федорович помер. Саме тоді громада Батурина виступила з ініціативою відкриття в Батурині другокласного училища Міністерства освіти. У 1901 і 1902 роках це питання обговорювалося на зборах громади Батурина. На черговому засіданні Конотопської земської управи гласний від Батурина Леонід Матвійович Окерблом зачитав звернення громади. Повітова земська управа підтримала прохання батуринців і вирішила відкрити в містечку училище, принагідно виконавши волю лікаря М.Ф.Затворницького.

## Історія будівництва
Техніком Конотопського повіту В.Савченком у вересні 1904 року було складено кошторис для будівництва училища на 210 учнів у сумі 9 657 руб. 61 коп.

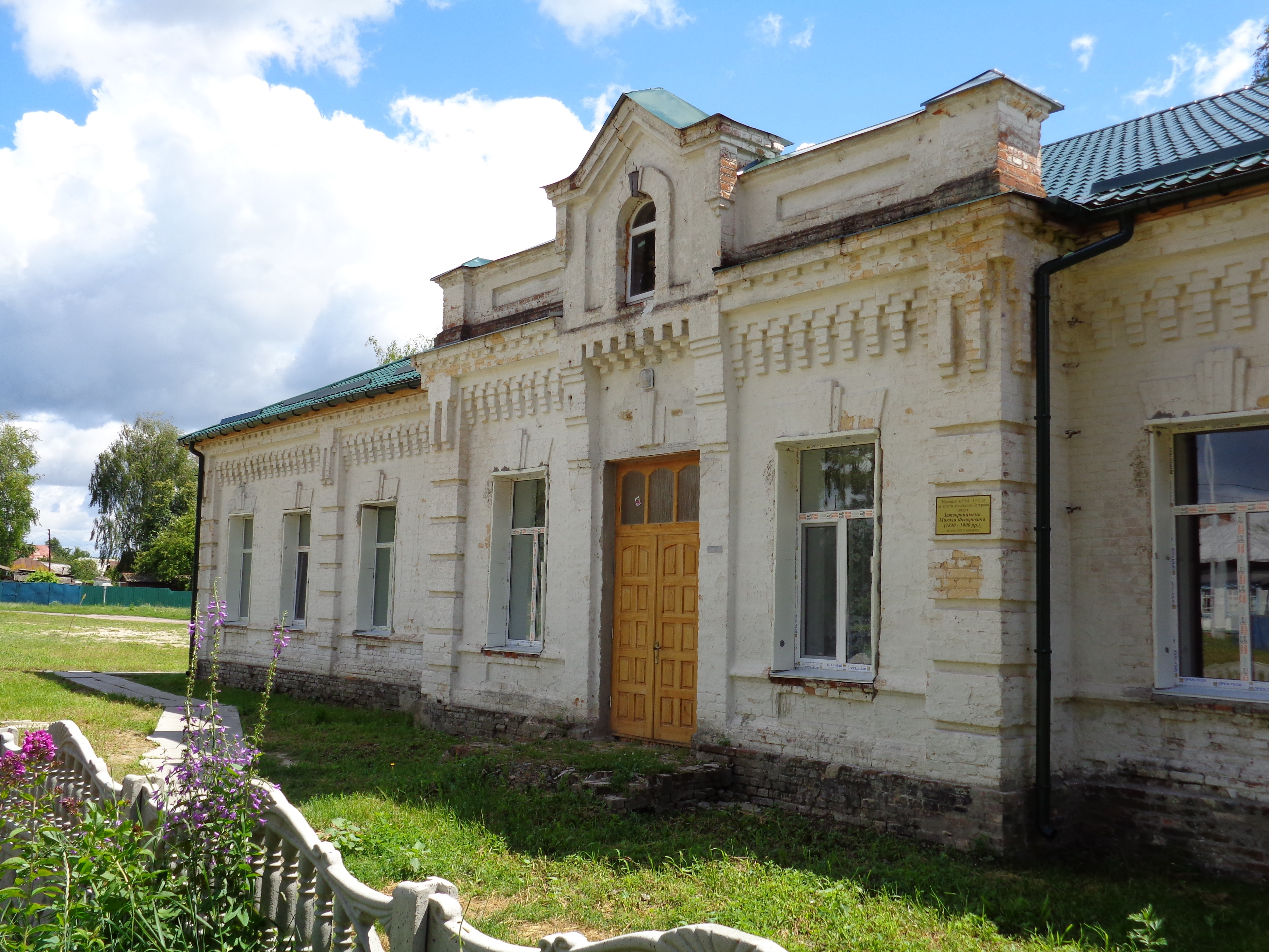
Учлище М. Затворницького. Фото 2016 року»

Будівельні роботи розпочалися у 1904 році. Газета “Киевлянин” у червні 1907 року повідомляла: ”У Батурині будується будівля для другокласного училища Міністерства народної освіти. До осені воно буде збудоване і в кінці року училище має бути відкрите”. Навчання  розпочалося 18 жовтня 1907 року. 
У 1908 році другокласне земське училище з п’ятирічним навчанням відвідувало 380 учнів.

## Архітектура
Будівля училища одноповерхова, мурована, прямокутна в плані з ризолітним виступом головного входу.
Довжина - 41,5 аршин, ширина - 21 аршин 1 вершок (30х15,7 м.).
Кожну кімнату опалювало дві цегляні печі. Класні кімнати великі і світлі, мають висоту 4,1 м. Фасади декоровані геометричним, площинно-рельєфним орнаментом. Виступаюче оздоблення виконане із цегли.
Поряд з приміщенням училища було збудовано дерев’яну будівля для сільськогосподарського класу, два підготовчих класи для неграмотних дітей, приміщення для проживання вчителя-агронома та директора.